# Алексий Каваларий
Алексий Каваларий (на средногръцки: Ἀλέξιος Καβαλλάριος или Καβαλλάρης) е византийски аристократ, военачалник и администратор от XIII век.

## Биография
Алексий е братовчед на император Михаил VIII Палеолог. Той взима участие във византийските кампании в Пелопонес срещу латинското Ахейско княжество в началото на 60-те години на XIII век и след битката при Макриплаги (1263/1264) е пленен от Гийом II дьо Вилардуен. Очевидно освободен, към 1270 година е засвидетелстван като носител на титлата доместик на трапезата и управител на Солун. Заедно с деспот Йоан Палеолог води византийската армия срещу тесалийския владетел Йоан I Дука, но е разбит и убит в битката при Неопатрас, датирана различно между 1273 и 1275 година.